# 篠崎八幡神社
篠崎八幡神社（しのざきはちまんじんじゃ）は、福岡県北九州市小倉北区にある神社。旧社格は県社。篠崎八幡宮とも呼ばれる。

## 祭神
応神天皇、神功皇后、仲哀天皇の他、宗像三女神と玉依姫命祀る。

## 歴史
敏達天皇12年（584年）、高尾山の麓に応神天皇、神功皇后、仲哀天皇を祀り、葛城小藤丸に奉祭させたのが神社の創始とされる。以来奈良時代の藤原広嗣の乱では官軍の奉幣があるなど広く崇敬を集めていたが、藤原純友の反乱に際して戦火に罹った。文治2年（1186年）に現在地に鎮座し、以降足利尊氏等の武門の尊崇を受けたが、天正年間に大友宗麟の兵火によって再び炎上、衰微した。江戸時代に入ると細川氏次いで小笠原氏の手厚い保護を受け小倉藩の大社の一つとして栄えた。明治6年（1873年）村社に列し、昭和2年（1927年）県社に昇格した。
現在は付近に北九州高速道路が走るなど交通のアクセスに恵まれ、北九州有数の神社として市民に親しまれている。

## 交通アクセス
- JR九州日豊本線南小倉駅より徒歩16分(1.3㎞)
- 北九州高速鉄道小倉線片野駅より徒歩16分(1.3㎞)
- 小倉駅より西鉄バス北九州 三萩野・今町経由恵里ゆきに乗車し「篠崎橋」下車徒歩5分（420m）
- 北九州高速4号線紫川出入口より400m、同1号線篠崎北出入口より550m、篠崎南出入口より560m。